# Decorseia
Decorseia är ett släkte av skalbaggar. Decorseia ingår i familjen vivlar.
Kladogram enligt Catalogue of Life:
| Decorseia | \| \| Decorseia elegantula \| \| \| \| |
|           | \| \| Decorseia elegantula \| \| \| \| |
|           | Decorseia elegantula                   |
|           |                                        |